# Ladgölen (Hults socken, Småland)
Ladgölen är en sjö i Eksjö kommun i Småland och ingår i Emåns huvudavrinningsområde. Sjöns area är 0,023 kvadratkilometer och den är belägen 208 meter över havet.